# Winstrike team
Шаблон:Киберспортивный клуб
Winstrike Team — Казахстанська мультігеймінговая кіберспортивна організація. Має підрозділи по кибердисциплинам у Counter-Strike: Global Offensive, Dota 2, Overwatch, Fortnite, FIFA, PUBG.

## Counter-Strike: Global Offensive
20 червня 2018 року Quantum Bellator Fire по дисципліні Counter-Strike: Global Offensive переходить у Winstrike Team. Це послужило початком підрозділу по цій грі.
21 вересня 2018 року, після невдалого виступу на FACEIT Major, організація відправляє на лаву запасних Нікіту «waterfaLLZ» Матвеева, Григорія «balblna» Олійника, Савелія «jmqa» Брагина, Ауримаса «Kvik» Квакшиса.
19 жовтня 2018 року, організація купує у Flipsid3 Tactics Георгія «WorldEdit» Яскина і Яна «wayLander» Рахконена. Також Ауримас «Kvik» Квакшис повернувся у основний склад. П'ятим грачем складу становится Давида «n0rb3r7» Даниеляна, раніше також проходив перегляд у Flipsid3
22 листопада 2018 року Григорий «balblna» Олійник став вільним агентом.
10 грудня 2018 року Winstrike Team расторгла контракт з Нікітой «waterfaLLZ» Матвеевим.
26 грудня 2018 року на роль помічника тренера у організацію приходить Даніл «pipsoN» Мещеряков.
14 березня 2019 року свій пост покидает головний тренер Дмитро «iksou» Михайличенко. Вакантне місце займає його колишній помічник «pipsoN».
26 березня 2019 року Владислав «bondik» Нечипорчук заменяет у основном складі Яна «wayLander» Рахконена.
20 травня 2019 року організація оголосила о зміні тренера складу. На місце Даниила «pipsoN» Мещерякова прийшов Иван «Johnta» Шевцов.
28 травня 2019 року Олексій «Elian» Гусев займає позицію у складі Георгія «Worldedit» Яскина.
29 травня 2019 року Natus Vincere і Team Winstrike оголошують о переході Кирилл «Boombl4» Михайлов у українську організацію. На його місце у оренду у Na'Vi взят Іоанн «Edward» Сухарев. Генеральний директор Team Winstrike Ярослав Комков заявив, що трансфер Кирилла став самим дорогим у історії російського киберспорта.

### Склад
|         | Ник     | Полное ім'я          | Дата вступу |
| Склад   | Склад   | Склад                | Склад       |
| ------- | ------- | -------------------- | ----------- |
| Литва   | Kvik    | Ауримас Квакшис      | 20.06.2018  |
| Россия  | n0rb3r7 | Давид Даниелян       | 19.10.2018  |
| Україна | bondik  | Владислав Нечипорчук | 26.03.2019  |
| Россия  | El1an   | Олексій Гусев        | 28.05.2019  |
| Україна | Edward  | Иоанн Сухарев        | 29.05.2019  |
| Тренер  |         |                      |             |
| Україна | Johnta  | Иван Шевцов          | 20.05.2019  |

#### Колишні учасники
|        | Ник        | Полное ім'я         | Перейшов у    |
| ------ | ---------- | ------------------- | ------------- |
| Россия | waterfaLLZ | Никита Матвеев      |               |
| Россия | balblna    | Григорий Олійник    |               |
| Россия | jmqa       | Савелий Брагин      | LAN DODGERS   |
| /      | wayLander  | Ян Рахконен         | Pro100        |
| Россия | iksou      | Дмитро Михайличенко |               |
| Россия | WorldEdit  | Георгій Яскин       | Pro100        |
| Россия | pipsoN     | Даниил Мещеряков    |               |
| Россия | BoombI4    | Кирилл Михайлов     | Natus Vincere |

### Досягнення
Тільки на турнірах з призовим фондом вище 40'000$
Жирним виділені major-турніри
| Місце   | Турнір                              | Місце проведення | Дата проведення       | Призові |
| 2018    | 2018                                | 2018             | 2018                  | 2018    |
| ------- | ----------------------------------- | ---------------- | --------------------- | ------- |
| 7 - 8   | ZOTAC Cup Masters 2018 - Europe     | Милан            | 22 - 24 червня        | —       |
| 3       | MID.TV Cyber Cup                    | Москва           | 28 - 29 липня         | $1 970  |
| 15 - 16 | FACEIT Major: London 2018           | Лондон           | 12 - 23 вересня       | $8 750  |
| 2019    |                                     |                  |                       |         |
| 3       | CIS Minor: IEM Katowice 2019        | Катовице         | 16 - 20 січня         | $5 000  |
| 9 - 10  | WePlay! Lock and Load               | online           | 30 січня - 3 лютого   | —       |
| 17 - 19 | <b id="mwARE">IEM Katowice 2019</b> | Катовице         | 13 лютого - 3 березня | —       |

## Dota 2
20 червня 2018 року, організація підписує склад у команди FlyToMoon.
1 жовтня 2018 року, Олександр "NoFear" Чурочкин був відправлений у запас через незадовільні результати.
23 січня 2019 року, у команду був запрошений Михайло "Misha" Агатов. Він замінив Андрія "ALWAYSWANNAFLY" Бондаренко.
30 січня 2019 року, к основному складу приєднався Даниял "yamich" Лазебный. До цього Даниял три місяця був стендином.

### Склад
|                | Ник      | Полное ім'я      | Дата вступу |
| Капітан        | Капітан  | Капітан          | Капітан     |
| -------------- | -------- | ---------------- | ----------- |
| Россия         | Misha    | Михайло Агатов   | 23.01.2019  |
| Основной склад |          |                  |             |
| Россия         | Silent   | Айрат Газиев     | 20.06.2018  |
| Україна        | Iceberg  | Богдан Василенко | 20.06.2018  |
| Россия         | nongrata | Олексій Васильев | 20.06.2018  |
| Россия         | yamich   | Даниял Лазебный  | 30.01.2019  |
| Тренер         |          |                  |             |
| Україна        | ArtStyle | Иван Антонов     | 23.01.2019  |

#### Колишні учасники
|         | Ник            | Полное ім'я        | Перейшов у  |
| ------- | -------------- | ------------------ | ----------- |
| Україна | ALWAYSWANNAFLY | Андрій Бондаренко  |             |
| Россия  | NoFear         | Олександр Чурочкин | Team Jekich |

## Overwatch
1 серпня 2018 року, Winstrike підписує склад CIS Hope.
8 лютого 2019 року, склад був распущен по обопільної згоди. Причиною послужило "неоднозначне положення грачів у екосистемі Overwatch Contenders". Належність грача к будь-якої організації і роблять грача непривлекательным для академій, а це затрудняет його просування у Overwatch League.
Олег Сукалкін, операційний директор Winstrike Team:Як показала практика, академії команд Overwatch League обмежені в бюджеті і вважають за краще підписувати вільних агентів, яких не потрібно викуповувати у поточній організації. Ця обставина укупі з низькою економічною ефективністю складу в Overwatch Contenders спонукало нас розлучитися з командою. Це той випадок, коли обидві сторони більше придбають від припинення співпраці, ніж втратять. Ми не хочемо перешкоджати нашим гравцям рухатися по "кар'єрних сходах" Overwatch і бажаємо їм удачі в майбутньому!:

|                | Ник     | Полное ім'я      | Дата вступу |
| Капітан        | Капітан | Капітан          | Капітан     |
| -------------- | ------- | ---------------- | ----------- |
| Россия         | Engh    | Андрій Шолохов   | 01.08.2018  |
| Основной склад |         |                  |             |
| Україна        | kensi   | Артём Будяк      | 01.08.2018  |
| Россия         | uNFixed | Андрій Леонов    | 01.08.2018  |
| Россия         | txao    | Илья Макаров     | 01.08.2018  |
| Латвія         | Sharyk  | Нормунд Фатеринс | 01.08.2018  |
| Россия         | Mayn    | Олександр Мухин  | 01.08.2018  |

22 січня 2019 року організація підписала фінську четвірку грачів по PUBG.

1. 
2. 
3. 
4. 
5. 
6. 
7. 
8. 
9. 
10. 
11. 
12. 
13. 
14. 
15. 
16. 
17. 
18. 
19. 
20. 
21. 